# Дурмиторска операција
За другу истоимену операцију види Операција Рибецал
Операција Рибецал, или у југословенској историографији Дурмиторска операција, представљала је кључну фазу битке за Србију 1944. Она представља главну карику и врхунац немачке активне одбране, и њен неуспех довео је до брзог успостављања доминације НОВЈ у Србији.
Операција је започела у зору 13. августа 1944, непосредно се надовезујући на операцију Хакфлајш у источној Босни. За ову операцију немачка команда Групе армија Ф извршила је максималну могућу концентрацију трупа. Немачке дивизије кренуле су у концентрично наступање, потискујући делове Првог и Дванаестог корпуса, са намером да их набаце на масив Дурмитора, и тамо поразе, разбију и онеспособе за офанзивна дејства. Операција је умешно осмишљена и извођена са залагањем, па су немачке снаге освојиле знатан простор и нанеле снагама НОВЈ знатне губитке.
Снаге НОВЈ такође су успешно вођене. Нису прихватале одлучне окршаје, него су користиле простор за маневар. Док су Трећа, Шеста и 37. дивизија водиле оштре задржавајуће борбе, ноћу 18/19. августа Прва пролетерска дивизија се извукла из борбеног додира и форсираним марш-маневром забацила се дубоко у позадину немачких нападних клинова. Одлучно продирући у дубину, форсирала је Лим 20/21. августа.
Овим је немачки план изигран. 7. СС дивизија хитно је интервенисала једним пуком покушавајући да ухвати Прву пролетерску. За задржавање је ангажована бугарска 24. дивизија, Златиборски корпус ЈВуО, и, дубље на правцу продора, Четврта група јуришних корпуса.
Прва пролетерска дивизија је међутим разбила Бугаре на Палисаду 27. августа, и, одбацивши четнике, наставила продор уз асистенцију 37. санџачке дивизије.
Шеста личка је за то време водила исцрпљујуће задржавајуће борбе на Дурмитору. Недељу дана након Прве, и Шеста дивизија се маневром извукла из немачког притиска и, прешавши Лим, придружила се Првој дивизији. Тиме је немачка идеја разбијања ударне снаге НОВЈ и изградње запречне линије на Лиму дефинитивно компромитована.
Услед развоја у Румунији и Бугарској, 1. брдска дивизија добила је 26. августа заповест да се хитно пребаци у североисточну Србију. Команда Југоистока наложила је штабу V СС корпуса да окрњеним снагама настави притисак, направивши нови план под кодним именом Рибешницел. Међутим, операција је изгубила замах и јединице Другог корпуса наредних дана у противофанзиви вратиле су сву изгубљену територију.
12. корпус такође се успешно ослободио притиска и 5. септембра, форсиравши Дрину северно од Вишеграда, након вишемесечних покушаја спречавања од стране Немаца, прешао у Србију. Ове снаге су у једномесечним борбама оствариле доминацију на терену у Србији.
Савезници су током ове операције пружили снагама НОВЈ значајну подршку, путем ваздушних напада, снабдевањем и нарочито евакуацијом рањеника у болнице у Италији.

## Употребљене снаге
Команда Југоистока прикупила је за операцију следеће снаге:
а) Јужна група: главни део 1. брд. див., албанска милиција и делови СС-дивизије »Скендербег«,
б) Југозападна група: 2 ојачана батаљона 181. пеш. дивизије са III/13. СС-пука
ц) Северозападна група: 2. пук Бранденбург (без 1 бат.), 3/12. тенк. бат. з. б. В., ЦДК и четници (Дрински корпус).
д) Северна група: 14. СС-пук (без III)
е) Источна група: Виша к-да III/363. пука, 696. бат. фелджандармерије, делови 297. изв. бат., 2/201. бриг. јур. топова.
ф) Група Кремплер
г) Црногорски добровољачки корпус употребљен је по пуковима, у својству помоћних трупа немачким нападним групама.
х) Падобрански лов. батаљон Бранденбург
Падобрански батаљон, предвиђен за извођење дејстава на командни центар, на крају није употребљен. НОВЈ се није супротставила централно организованим фронталним отпором.
Са развојем ситуације, у борбу су уведене још неке снаге:
- 24. бугарска дивизија, делом на правцу Дурмитора, делом по дубини, на Златибору.
- Златиборски корпус ЈВуО
- Четврта група јуришних корпуса упућена је на крају операције ради пресретања наступајуће групације НОВЈ.

Немачке снаге биле су носилац нападних дејстава, док су четничке снаге и Муслиманска милиција употребљене као помоћне снаге за затварање мање важних праваца.
Прва брдска дивизија наступа из области Андријевице на север, главнина (дивизије) Принц Еуген под оберфирером Кумом босанске Титове дивизије са севера сатерује у Санџак, четничке јединице попуниће отворе где се појаве.

## Евакуација рањеника
Током 1944. Други ударни корпус у сарадњи са Савезницима организовао је евакуацију рањеника авионима у савезничке болнице у Италији. За евакуацију су коришћени аеродром у Беранама и новооспособљена писта у Његовуђи, између Сињајевине и Дурмитора.
Међутим, током борбених дејстава у операцији Рибецал, немачке снаге запоселе су обе ове писте. Број рањеника веома је порастао, како због борби Другог корпуса, тако и због пристизања под борбом Првог и Дванаестог војвођанског корпуса. Због тога је припремљена нова писта у Брезнама, северно од Никшића. На овом простору снажан притисак на снаге НОВЈ вршили су делови 7. СС дивизије, 181. дивизије и 8. „гвоздени” пук Црногорског добровољачког корпуса. Са ове импровизоване аеродромске писте под драматичним околностима, захваљујући упорној одбрани Треће ударне дивизије, током 21. августа 1944. евакуисано је 1.059 рањеника у Италију. На овај начин спасено је много живота, а јединице НОВЈ, ослобођене већег дела тешких рањеника, добиле су на покретљивости.